# Lei de Metcalfe

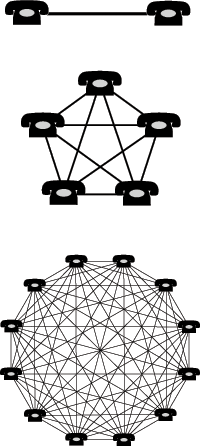
Dois telefones podem fazer apenas uma conexão, cinco podem fazer dez conexões e doze podem fazer 66 conexões.

A Lei de Metcalfe afirma que o valor financeiro ou impacto de uma rede de telecomunicações é proporcional ao quadrado do número de usuários conectados no sistema (n2). A lei recebeu o nome de Robert Metcalfe e foi proposta pela primeira vez em 1980, embora não em termos de usuários, mas sim de "dispositivos de comunicação compatíveis" (por exemplo, aparelhos de fax, telefones). Posteriormente, tornou-se associado a usuários na Ethernet após um artigo da Forbes de 13 de setembro de 1993 escrito por George Gilder.